# Lophostemon confertus
Lophostemon confertus, el boj cepillo ("brush box") es un árbol familiar para mucha gente que vive en la costa este de Australia. Plantado con frecuencia en las calles, suele crecer hasta 30 m de altura, por lo que se le deben cortar las ramas con frecuencia para que no obstruya las líneas eléctricas aéreas. Tiene más follaje y por lo tanto provee más sombra que los eucaliptos. En forma es usado como un reemplazo del invasivo alcanforero (Cinnamomum camphora) sin embargo por sí mismo podría tener algún potencial como maleza.

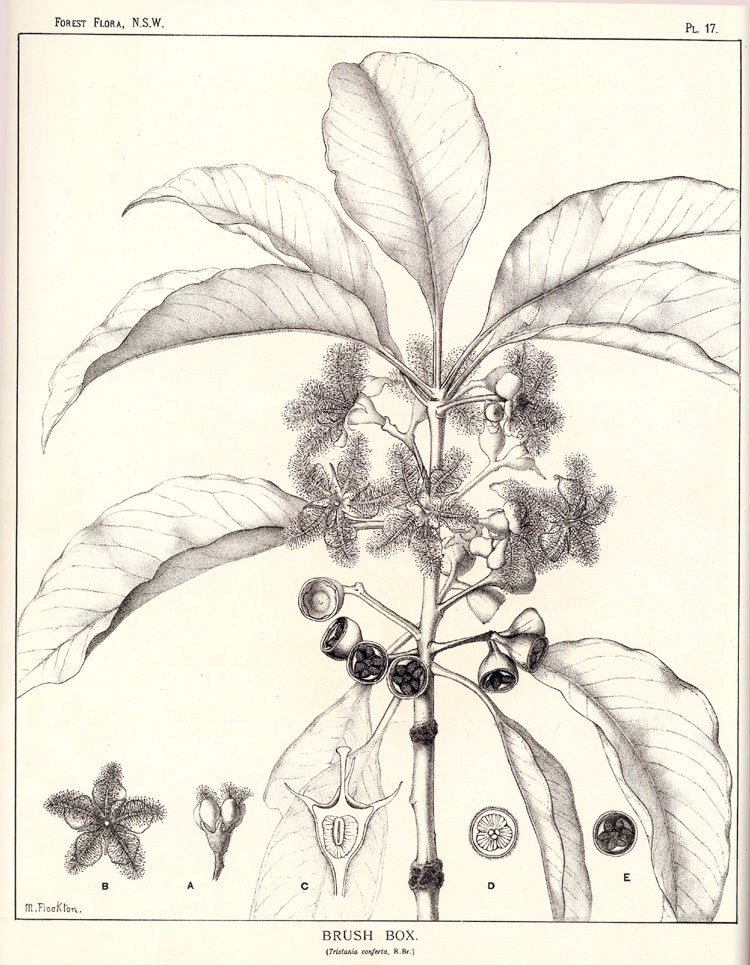
Ilustración

Era previamente conocido como Tristania conferta y puede ser visto en viejos libros de plantas bajo ese nombre.

## Taxonomía
Lophostemon confertus fue descrito por (R.Br.) Peter G.Wilson & J.T.Waterh. y publicado en Australian Journal of Botany 30(4): 424. 1982.
Sinonimia
- Tristania conferta R.Br. in W.T.Aiton, Hortus Kew. 4: 417 (1812). basónimo
- Melaleuca conferta (R.Br.) Steud., Nomencl. Bot.: 515 (1821).
- Tristania conferta var. typica Domin, Biblioth. Bot. 89: 471 (1928), nom. inval.
- Lophostemon arborescens Schott, Wiener Z. Kunst 3: 772 (1830).
- Tristania subverticillata H.Wendl., Allg. Gartenzeitung 1: 186 (1833).
- Tristania depressa A.Cunn., Edwards's Bot. Reg. 22: t. 1839 (1836).
- Tristania macrophylla A.Cunn., Edwards's Bot. Reg. 22: t. 1839 (1836).
- Tristania conferta Griff., Not. Pl. Asiat. 4: 649 (1854), sensu auct.
- Tristania griffithii Kurz, Prelim. Rep. Forest Pegu, App. B: 50 (1875).
- Tristania conferta var. fibrosa F.M.Bailey, Queensl. Fl. 2: 636 (1900).
- Tristania conferta var. microcarpa Domin, Biblioth. Bot. 89: 1025 (1928).[2]